# Бернард Міттон
Бернард Міттон (англ. Bernard Mitton; 9 листопада 1954 — 5 травня 2017) — колишній південноафриканський тенісист.
Найвищу одиночну позицію світового рейтингу — 54 місце досяг 15 грудня 1975, парну — 20 місце — 25 червня 1984 року.
Здобув 2 одиночні та 9 парних титулів.
Найвищим досягненням на турнірах Великого шолома було 4 коло в одиночному розряді.
Завершив кар'єру 1984 року.

## Фінали за кар'єру
| Легенда           |
| ----------------- |
| Великий шлем      |
| Серія Мастерс ATP |
| Тур ATP           |
| Челленджери       |
| Ф'ючерси          |

### Одиночний розряд: 5 (2–3)
| Результат | W-L | Дата     | Турнір                 | Покриття  | Суперник     | Рахунок       |
| --------- | --- | -------- | ---------------------- | --------- | ------------ | ------------- |
| Поразка   | 0–1 | Кві 1978 | Сан-Хосе, США          | Килим (i) | Артур Еш     | 7–6, 1–6, 2–6 |
| Перемога  | 1–1 | Лип 1978 | Ньюпорт, США           | Трава     | Джон Джеймс  | 6–1, 3–6, 7–6 |
| Перемога  | 2–1 | Бер 1979 | Сан-Хосе, Коста-Рика   | Тверде    | Том Гормен   | 6–4, 6–1, 6–3 |
| Поразка   | 2–2 | Гру 1979 | Аделаїда, Австралія    | Трава     | Кім Ворвік   | 6–7(3–7), 4–6 |
| Поразка   | 2–3 | Кві 1981 | Йоганесбурґ, Австралія | Тверде    | Кевін Каррен | 4–6, 4–6      |

### Парний розряд: 17 (9–8)
| Результат | W-L | Дата     | Турнір                        | Покриття  | Партнер            | Суперники                         | Рахунок       |
| --------- | --- | -------- | ----------------------------- | --------- | ------------------ | --------------------------------- | ------------- |
| Поразка   | 0–1 | Січ 1978 | Сарасота, США                 | Килим     | Байрон Бертрам     | Колін Даудесвелл Джефф Мастерз    | 6–2, 3–6, 2–6 |
| Поразка   | 0–2 | Сер 1978 | Норт-Конвей, США              | Ґрунт     | Майк Фішбах        | Робін Дрісдейл Вен Вінітскі       | 6–4, 6–7, 3–6 |
| Перемога  | 1–2 | Січ 1979 | Окленд, Нова Зеландія         | Тверде    | Кім Ворвік         | Ендрю Джарретт Джонатан Сміт      | 6–3, 2–6, 6–3 |
| Поразка   | 1–3 | Кві 1979 | Роттердам, Нідерланди         | Килим (i) | Гайнц Ґюнтгардт    | Пітер Флемінг Джон Макінрой       | 4–6, 4–6      |
| Перемога  | 2–3 | Сер 1980 | Стоув, США                    | Тверде    | Боб Лутц           | Іліє Настасе Ферді Тейган         | 6–4, 6–3      |
| Перемога  | 3–3 | Жов 1980 | Кельн, Західна Німеччина      | Килим (i) | Ендрю Паттісон     | Ян Кодеш Томаш Шмід               | 6–4, 6–1      |
| Перемога  | 4–3 | Лют 1981 | Ричмонд, США                  | Тверде    | Тім Галліксон      | Браян Готтфрід Рауль Рамірес      | 3–6, 6–2, 6–3 |
| Перемога  | 5–3 | Бер 1981 | Тампа, США                    | Тверде    | Балч Волтс         | Девід Картер Пол Кронк            | 6–3, 3–6, 6–1 |
| Перемога  | 6–3 | Кві 1981 | Йоганесбурґ, ПАР              | Тверде    | Реймонд Мур        | Шломо Глікштейн Давід Шнайдер     | 7–5, 3–6, 6–1 |
| Перемога  | 7–3 | Сер 1981 | Колумбус, США                 | Тверде    | Тім Галліксон      | Віктор Амая Генк Пфістер          | 4–6, 6–1, 6–4 |
| Поразка   | 7–4 | Жов 1982 | Мауї, США                     | Тверде    | Франсіско Гонсалес | Майк Кейгілл Еліот Телчер         | 4–6, 4–6      |
| Поразка   | 7–5 | Лис 1982 | Анкона, Італія                | Килим (i) | Тім Галліксон      | Андерс Яррід Ганс Сімонссон       | 6–4, 3–6, 6–7 |
| Перемога  | 8–5 | Лис 1983 | Феррара, Італія               | Килим (i) | Балч Волтс         | Станіслав Бірнер Стефан Сімонссон | 7–6, 0–6, 6–3 |
| Поразка   | 8–6 | Лис 1983 | Тулуза, Франція               | Килим (i) | Балч Волтс         | Гайнц Ґюнтгардт Павел Сложил      | 7–5, 5–7, 4–6 |
| Перемога  | 9–6 | Лют 1984 | Indian Wells Open, США        | Тверде    | Балч Волтс         | Скотт Девіс Ферді Тейган          | 5–7, 6–3, 6–2 |
| Поразка   | 9–7 | Тра 1984 | Флоренція, Італія             | Ґрунт     | Балч Волтс         | Марк Діксон Чіп Гупер             | 6–7, 6–4, 5–7 |
| Поразка   | 9–8 | Чер 1984 | Queen's Club, Велика Британія | Трава     | Балч Волтс         | Пет Кеш Пол Макнамі               | 4–6, 3–6      |